# Michel Verin
Michel Verin (Florencia, 1468-1487) fue un poeta florentino del siglo XV.

## Biografía
Verin nació en 1468 en Florencia, su padre llevaba el nombre de Hugolino. Él le instruyó en filosofía y letras desde una muy edad temprana, antes de enviarlo a un seminario a la edad de diez. Allí aprendió varios idiomas y estudió historia, así como también filosofía. La primera publicación de Verin fue en 1481 a la edad de 13 años; se publicó bajo el título Moral Distichs y contenía una colección de máximas latinas reducidas a una forma poética. Este trabajo fue bien recibido por los críticos de la época. Al año siguiente se publicó un libro de proverbios en verso.
Verin murió en 1487 y se considera que influyó en las obras de otras personas, incluyendo a Claude Hardy y Ritchlet.